# Vito Genovese

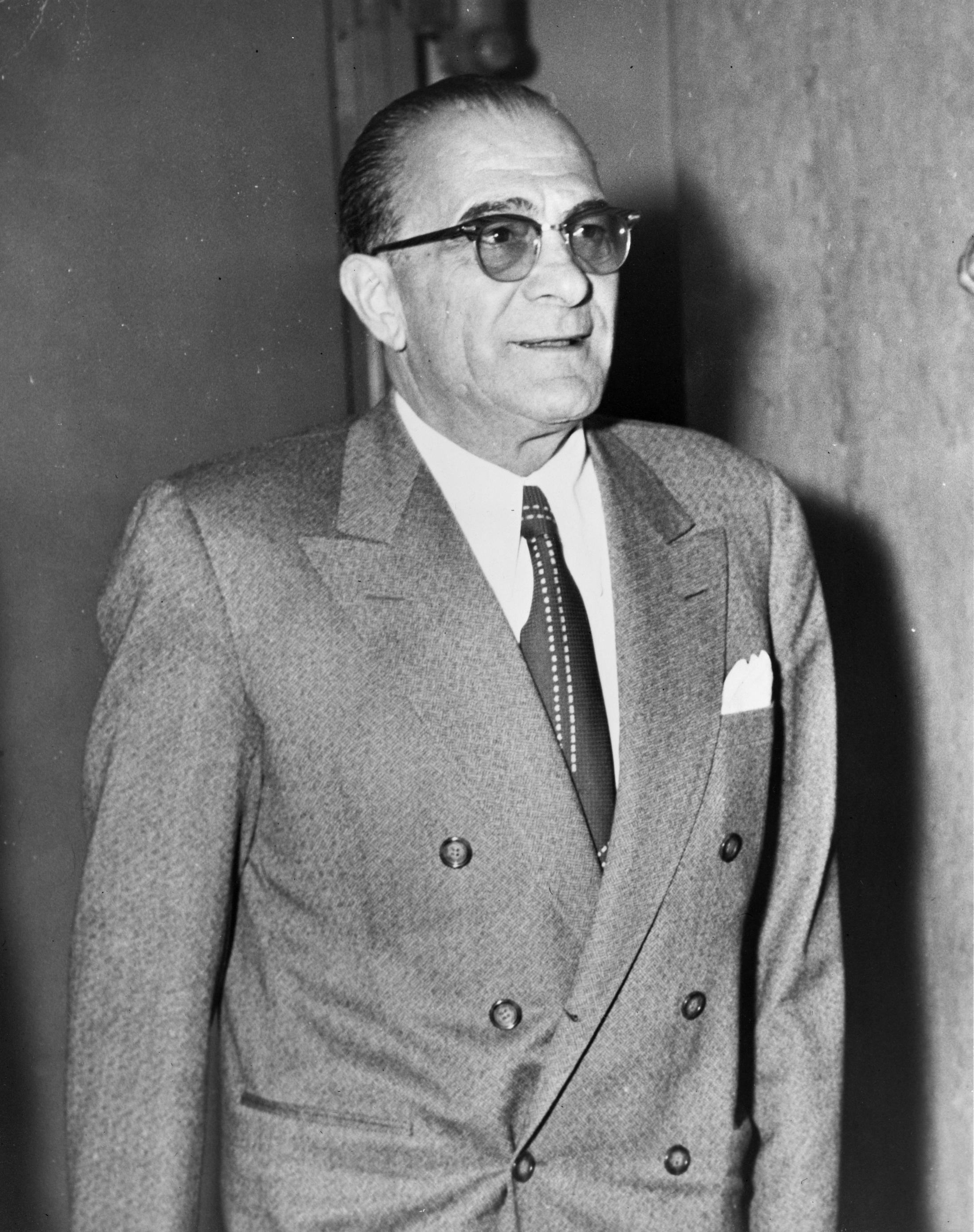
Vito Genovese (1959)

Vito Genovese (* 21. November 1897 in Risigliano, Provinz Neapel; † 14. Februar 1969 in Springfield, Missouri) war ein US-amerikanischer Mobster der Cosa Nostra und Oberhaupt der nach ihm benannten Genovese-Familie.

## Leben

### Frühe Jahre
Genovese immigrierte mit seiner Familie im Jahre 1913 im Alter von 15 Jahren in die USA und lebte zunächst im New Yorker Stadtteil Queens, wo sein Vater ein kleines Architektenbüro betrieb. Dort geriet Genovese in Kontakt mit dem Organisierten Verbrechen, insbesondere dem Ableger der neapolitanischen Camorra, angeführt von Pellegrino Morano. Er stand unter dem Kommando von Alessandro Vollero, dem Anführer der Navy Street Gang. Genovese lernte dort unter anderem Charles „Lucky“ Luciano kennen, mit welchem er, zusammen mit Morano und Vollero, ab 1917 gemeinsame Raubüberfälle ausführte, sowie dem Schmuggel und Rauschgifthandel nachging. Ihr Finanzier war der Gangster Arnold Rothstein.
1937 musste Genovese aufgrund einer Anklage wegen Mordes nach Sizilien fliehen. Dort unterstützte er den Diktator Benito Mussolini, indem er den Mord an Carlo Tresca organisierte. Er wechselte jedoch nach dem Einmarsch der Alliierten in Italien die Seiten und etablierte sich im florierenden Schwarzmarkt der Nachkriegszeit, indem er sich 1944 der US-Militärverwaltung im hungernden und völlig chaotischen Neapel unter ihrem Chef Charles Poletti als Ordnungsfaktor zur Verfügung stellte.

### Oberhaupt der Familie
1945 kehrte Genovese in die USA zurück und strebte die Vorherrschaft über die größte der Fünf Familien der La Cosa Nostra in New York an, denn Lucky Luciano war fast im Gegenzug nach Italien abgeschoben worden und Frank Costello hatte nicht den Rückhalt bei den einfachen Mitgliedern in den Streetgangs des Clans. Deshalb begann Genovese, die Verbündeten Costellos zu beseitigen. Albert Anastasia, Willie Moretti und Anthony Carfano wurden ermordet und auch auf Costello wurde am 2. Mai 1957 ein Anschlag verübt. Dieser schlug fehl, führte jedoch zu Costellos Rückzug aus seiner führenden Rolle in der damals noch nach Joe Masseria benannten Familie.
Genovese war fortan Oberhaupt der Familie und organisierte im November 1957 das Apalachin-Treffen, dessen Scheitern eine persönliche Niederlage für ihn darstellte, da es der Polizei durch einen Zufall gelang, die Teilnehmer zu identifizieren.

### Das Ende
Im Rahmen einer Rauschgiftoperation der Polizei wurde Genovese 1959 festgenommen und zu 15 Jahren Haft verurteilt. Der Hinweis, welcher zur Festnahme von Genovese führte, soll von Lucky Luciano und Meyer Lansky gekommen sein, die sich auf diese Weise dafür revanchiert haben sollen, dass Genovese sie auf dem Apalachin-Treffen auch aus der Kommission des National Crime Syndicate drängen wollte.
Im Zuge seiner Rache soll Genovese u. a. 1962 die Ermordung von Anthony Strollo angeordnet haben, weil dieser weiterhin in Kontakt mit Luciano gestanden hatte und damit, als einer der Hauptorganisatoren des Drogenhandels der Familie, potentiell in die Intrige des Hinweises an die Polizei verstrickt war.
Vito Genovese starb am 14. Februar 1969 an einem Herzinfarkt im United States Medical Center for Federal Prisoners in Springfield, Missouri. Er wurde auf dem St. John Cemetery, Queens in Middle Village, Queens beigesetzt.

## Adaptionen
- In The Alto Knights (2025) wird er von Robert De Niro gespielt, ebenso wie Frank Costello.
- In dem Film Mob Town aus dem Jahr 2019 wird Genovese durch Robert Davi verkörpert.
- 2015: The Making of the Mob: New York; ist eine achtteilige Miniserie über zahlreiche New Yorker Mobster der La Cosa Nostra und Kosher Nostra. Vito wird hier gespielt von Craig Thomas Rivela.
- 2001: Im TV-Film Der Pate von New York wird Genovese von Steven Bauer dargestellt.[5]
- 1999: In der Mafia-Komödie Reine Nervensache wird Bezug auf Vito Genovese und das Apalachin-Meeting genommen.
- 1972: Im Film Die Valachi-Papiere wird Genovese von Lino Ventura dargestellt.[6]

## Dokumentationen
2012: Im Netz der Mafia – Die Geheimakten des FBI: Der Killer: Vito Genovese; britisches Doku-Drama